# Yew Cheng Hoe
Yew Cheng Hoe (* 1943) ist ein ehemaliger malaysischer Badmintonspieler.

## Karriere
Yew Cheng Hoe verzeichnet als größten Erfolg den Gewinn des Thomas Cups 1967, der Weltmeisterschaft für Herrenmannschaften im Badminton. Im Finale gegen Indonesien verlor er ein Einzel gegen Rudy Hartono, gewann aber sein zweites Spiel gegen Ferry Sonneville. In den Einzeldisziplinen gewann er 1963 die Malaysia Open. 1962 wurde er bei den Asienmeisterschaften Dritter im Herreneinzel und Sieger mit dem malaysischen Männerteam.

## Sportliche Erfolge
| Saison | Veranstaltung                       | Disziplin    | Platz | Name                            |
| ------ | ----------------------------------- | ------------ | ----- | ------------------------------- |
| 1960   | Penang Junior                       | Herreneinzel | 1     | Yew Cheng Hoe                   |
| 1960   | Penang Junior                       | Herrendoppel | 1     | Yew Cheng Hoe / Khor Cheng Chye |
| 1961   | Penang Open                         | Herreneinzel | 2     | Yew Cheng Hoe                   |
| 1962   | Schools International Championships | Herreneinzel | 1     | Yew Cheng Hoe                   |
| 1962   | Asienmeisterschaft                  | Herreneinzel | 3     | Yew Cheng Hoe                   |
| 1963   | Malaysia Open                       | Herreneinzel | 1     | Yew Cheng Hoe                   |
| 1963   | Neuseeländische Meisterschaft       | Herreneinzel | 1     | Yew Cheng Hoe                   |
| 1965   | Asienmeisterschaft                  | Team         | 1     | Malaysia                        |
| 1966   | Commonwealth Games                  | Herreneinzel | 2     | Yew Cheng Hoe                   |
| 1966   | Singapur Open                       | Herreneinzel | 1     | Yew Cheng Hoe                   |
| 1966   | Singapur Open                       | Herrendoppel | 1     | Eddy Choong / Yew Cheng Hoe     |
| 1966   | Asienspiele                         | Team         | 2     | Malaysia                        |
| 1967   | Thomas Cup                          | Team         | 1     | Malaysia                        |